# Jayne Appel-Marinelli
Jayne Appel-Marinelli, née le 14 mai 1988 à Berkeley en Californie, est une basketteuse américaine.

## Carrière universitaire
Au lycée de Carondelet High School, elle excelle au basket-ball et au water-polo.
Pour son année senior, Appel est invitée au McDonald's All-American et finit meilleure joueuse du match. Elle est nommée Gatorade State Player of the Year en basket-ball et est considérée comme la 3e meilleure joueuse du pays de la génération 1986 selon la WBCA. Elle remporte avec l'équipe nationale le championnat juniors des Amériques. 
Courtisée par Connecticut, Tennessee, Duke, USC, UCLA et Stanford, elle choisit cette dernière université. En freshman, elle réussit13,2 points et7,5 rebonds. En sophomore, elle grime à 15,0 et 8,8. Elle est nommée dans le meilleur cinq de la Pac-10.
Elle réussit un record de 46 points contre Iowa State le 30 mars 2009, troisième plus haut total d'un tournoi final NCAA, record de l'université de 44 de Candice Wiggins battu. Le 27 février 2010, elle bat le record de rebonds de l'histoire de la Pac-10 de Lisa Leslie (1214).
Elle joue le tournoi final malgré une cheville douloureuse qu'elle garde secrète. Stanford accède à la finale NCAA, mais est battu par les Huskies du Connecticut pour afficher un bilan final de 36 victoires pour 2 défaites, toutes deux face au Connecticut. 
Elle a une brillante carrière universitaire à Stanford, où elle accède trois fois au Final Four NCAA et deux fois à la finale avec Tara VanDerveer. 

## Équipe nationale
En 2006, elle remporte le championnat des Amériques U18 à Colorado Springs, puis l'année suivante les Jeux panaméricains. En 2009, elle est sélectionnée pour le Mondial universitaires et le camp d'entrainement pour le championnat du monde senior 2010, mais elle doit renoncer à ces deux sélections sur blessure, mais en 2010 elle participe au Mondial inscrivant 14 points et captant 22 rebonds en huit rencontres pour contribuer à la victoire des Américaines. En 2011, elle est invitée au camp de préparation de la sélection olympique, mais n'est pas retenue dans la sélection de 2012. 

## Carrière professionnelle
Elle est le 5e choix de la draft WNBA 2010 par les Silver Stars de San Antonio.
En 2012-2013, elle découvre le championnat chinois à Henan.
En avril 2016, elle se marie avec Christopher Marinelli et annonce début septembre la fin de sa carrière au terme de la saison régulière. En sept années de WNBA, son record de points est de 17 unités, un niveau assez modeste par rapport à ses performances en NCAA : « mon boulot est extrêmement physique. J'ai posé des écrans pour Becky Hammon pendant cinq ana puis pour Kayla McBride. Et pas mal des duels durs en défense. Je ne prends peut-être pas tous les rebonds. Mais j'empêche des joueuses comme Nneka [Ogwumike] de les récupérer. » Elle a été très appréciée de ses coéquipières, souvent devenues des amies, et de son coach Dan Hughes : « Jayne est au rebond. Elle comprend le jeu, elle peut passer. Elle a trouvé un rôle qu'elle a apprécié. Elle ne faisait pas les gros titres pour les points marqués, mais elle a toujours eu l'amour de son équipe pour toutes les petites choses qu'elle a fait pour la rendre meilleure. »
Durant sa carrière, elle est impliquée dans le syndicat des joueuses en étant la déléguée des Stars pendant cinq ans, la secrétaire et la trésorière du WNBPA pendant trois ans. En 2014, elle suit une formation dans la filière sportive de St. Francis College à Brooklyn et espère pouvoir entamer une carrière dans le business du sport

## Palmarès

### Sélection nationale
- Médaille d’or au Championnat junior des Amériques 2006
- Médaille d’or aux Jeux panaméricains 2007
- Médaille d’or du Championnat du monde 2010

### Distinctions personnelles
- Sélection WNBA pour de la rencontre The Stars at the Sun en 2010[10]